# Faith or Fear
Faith or Fear ist eine US-amerikanische Thrash-Metal-Band, die im Jahr 1982 in Richland, New Jersey, gegründet wurde.

## Geschichte
Die Band wurde im Jahr 1982 an einer Schule in Richland, New Jersey, von den Gitarristen Chris Bombeke, Bob Perna und dem Schlagzeuger Dan Hansen gegründet. Zusammen spielten sie einige lokale Auftritte und coverten dabei Lieder wie Southern Man von Crosby, Stills and Nash oder auch Deep Purple. 
Erst im Jahr 1985 trafen sich Hansen und Bombeke zufällig auf einem Parkplatz in Vineland, New Jersey, wieder. Zusammen mit Chris Perna spielten sie in dessen Haus erneut einige Coverversionen von Metallica oder auch Dokken. Die Band nannte sich zunächst Maggot, änderte dann ihren Namen in Maggot Vomit um. Die Aufstellung bestand aus Chris Bombeke, Bob Perna, Dan Hansen, Carlo Gentilleti (E-Bass) und Tim Blackman (Gesang). 
Im September 1985, musste Hansen die Band verlassen, um an der Universität zu studieren und konnte die Band nur am Wochenende sehen. Zudem trat auch mit Clarence „C.J.“ Jenkins ein neuer Bassist der Band bei.
Im Jahr 1986 ging die Band auf ein Konzert der Gruppe Anvil Bitch in Philadelphia. Dadurch entschied sich die Band ihren bisherigen Stil nicht beizubehalten und aggressivere, schnellere Stücke zu schreiben. Das Resultat war das Lied The Reducer. Dieses Lied schaffte es nie auf ein Album, wurde jedoch Intro zum Lied Darkside. Es folgten Auftritte zusammen mit Anvil Bitch, Nuclear Assault, Hallows Eve, Flotsam and Jetsam und Crumbsuckers. Gegen Ende des Jahres 1987 nahm die Band das Demo Dehumanize auf und veröffentlichten dieses 1988. Das Titellied erschien zudem auf der Kompilation Metal Massacre IX. Obwohl Rich Lohwasser als Schlagzeuger auf dem Demo angegeben war, war auf den Aufnahmen noch Dan Hansen als Schlagzeuger zu hören. Zwei Nächte nach einem Konzert mit Flotsam and Jetsam war Hansen aus der Band ausgetreten. Rich Lohwasser, ein Freund von Anvil Bitch, ersetzte diesen kurzzeitig. Das Label verzeichnete Lohwasser auf dem Demo als Schlagzeuger, um die Band nicht instabil erscheinen zu lassen.
Der Vertrag mit Combat Records führte zu ihrem ersten und einzigen Album namens Punishment Area. Es folgte die Punish-the-World-Tour zusammen mit Sepultura. Auch nahm die Band an dem Live-Konzert-Video Ultimate Revenge 2 teil, zusammen mit Bands wie Raven, Dark Angel oder Death. Bob Perna stieg aus der Band und wurde durch Merritt Gant (später bei Overkill tätig) ersetzt. Rich Lohwasser verließ die Band ebenfalls und wurde ersetzt, Die starken Veränderungen in der Aufstellungen führte zunächst zum Ende der Band im Jahr 1991.
Im Dezember 2002 nahm Chris Bombeke wieder Kontakt mit den anderen Mitgliedern auf. Im Januar 2003 probten sie die ersten Stücke mit der Original-Aufstellung vom 9. Dezember 1987. Seitdem spielten sie immer wieder zusammen und hatten einen Auftritt am 23. August 2003 in Buena, New Jersey. Der Auftritt wurde zudem aufgenommen, jedoch noch nicht auf DVD veröffentlicht.
Im Jahr 2008 erreichte die Band einen Vertrag mit Lost & Found Records. Im Jahr 2009 wurde die Kompilation Instruments of Death veröffentlicht, eine Sammlung aus bisher unveröffentlichtem oder neu aufgenommenem Material. Clarence „C.J.“ Jenkins verstarb im September 2009 während eines Auftritts. Bassist Bob Perna ersetzte Jenkins.

## Stil
Die Band spielt klassischen Thrash Metal. Auf ihrer Myspace-Seite gibt die Band Motörhead, Exodus, Cro-Mags, Crumbsuckers, D.R.I., The Exploited, English Dogs, Suicidal Tendencies, Possessed und die frühen Werke von Death Angel, Metallica und Megadeth an.

## Diskografie
- Demo of Fear (Demo, 1986, Eigenveröffentlichung)
- Demo (Demo, 1986, Eigenveröffentlichung)
- Dehumanize (Demo, 1988, Eigenveröffentlichung)
- Ultimate Revenge 2 (Split-Album mit Forbidden, Dark Angel, Death und Raven, 1989, Combat Records)
- Ultimate Revenge 2 (Split-VHS mit Forbidden, Dark Angel, Death und Raven, 1989, Combat Records)
- Punishment Area (Album, 1989, Combat Records)
- Faith or Fear (Demo, 1990, Eigenveröffentlichung)
- Instruments of Death (Kompilation, 2009, Lost & Found Records)